# Aedia
Aedia là một chi bướm đêm trong họ Erebidae. Nếu nó được xếp vào phân họ, thì có thuộc phân tôngAediina.

## Loài
- Aedia albomacula Hulstaert, 1924[cần kiểm chứng]
- Aedia arctipennis Hulstaert, 1924[cần kiểm chứng]
- Aedia dinawa Bethune-Baker, 1906[cần kiểm chứng]
- Aedia dulcistriga Walker, 1858[cần kiểm chứng]
- Aedia funesta
- Aedia leucomelas – Sweet Potato Leaf Worm
- Aedia melas Bethune-Baker, 1906[cần kiểm chứng]
- Aedia olivescens Guenée, 1852[cần kiểm chứng]
- Aedia sericea Butler, 1882[cần kiểm chứng]

## Hình ảnh

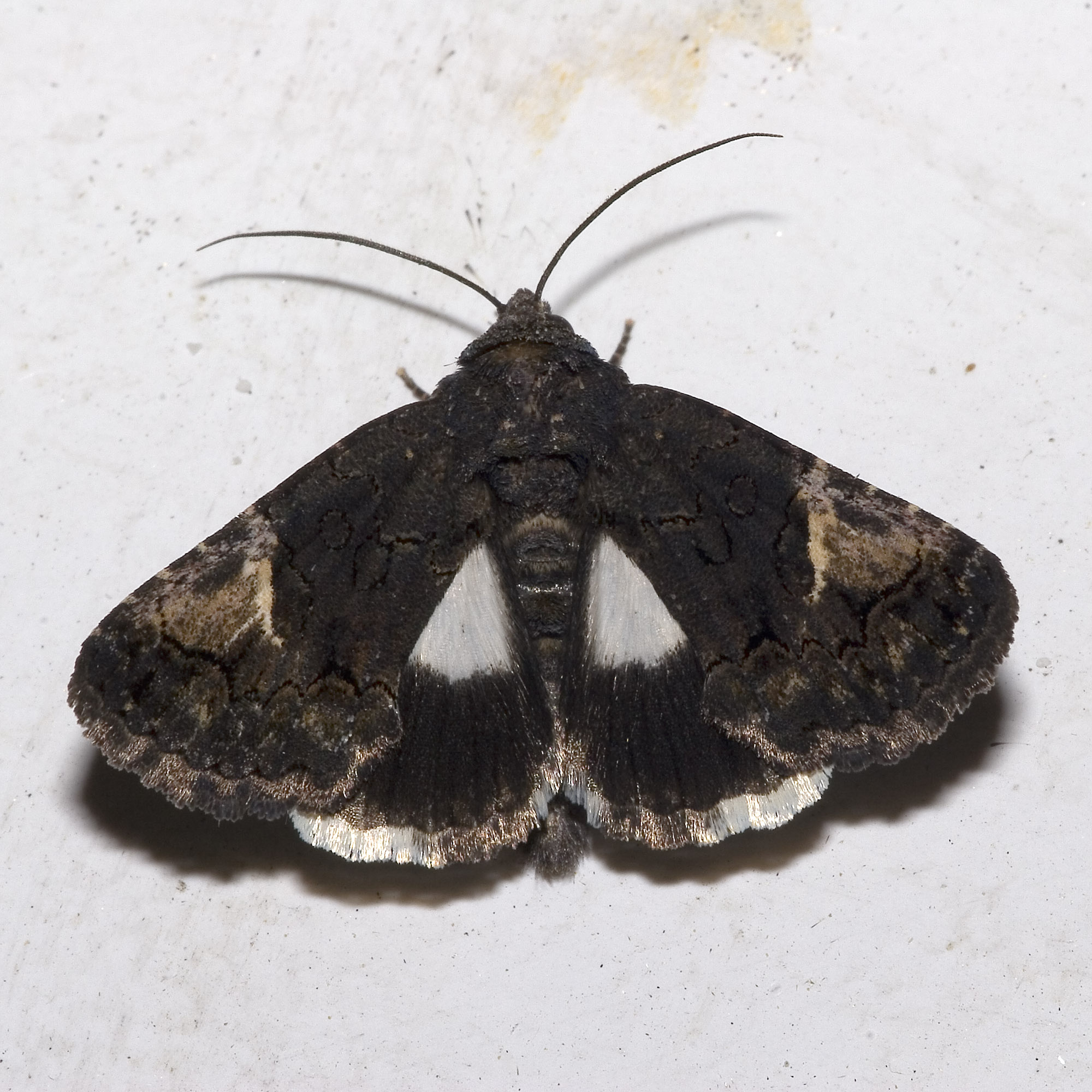